# Hexorthodes catalina
Hexorthodes catalina är en fjärilsart som beskrevs av Barnes och Mcdunnough 1912. Hexorthodes catalina ingår i släktet Hexorthodes och familjen nattflyn. Inga underarter finns listade i Catalogue of Life.